# Schwedische Fußballnationalmannschaft (U-19-Frauen)
Die schwedische U-19-Fußballnationalmannschaft der Frauen repräsentiert Schweden im internationalen Frauenfußball. Die Nationalmannschaft untersteht dem Svenska Fotbollförbundet und wird von Caroline Sjöblom und Anders Bengtsson sowie der ehemaligen Nationaltorhüterin Carola Söberg trainiert.
Die Nachwuchsmannschaften des schwedischen Verbands werden nicht nach Altersklassen, sondern nach Geburtsjahren organisiert. Dementsprechend besteht die aktuelle U-19-Nationalmannschaft aus der sogenannten „F2003“ (weiblich, Jahrgang 2003).
Schwedische U-19-Auswahlen treten bei der U-19-Europameisterschaft und im Falle einer Qualifikation auch bei der U-20-Weltmeisterschaft für Schweden an. Mit drei EM-Titeln hat das Land eine der erfolgreichsten europäischen Nationalmannschaften in dieser Altersklasse. An einer U-20-Weltmeisterschaft nahm Schweden dagegen nur zweimal teil und erreichte 2010 mit dem Einzug ins Viertelfinale seine bislang beste Platzierung.
In den 1990er-Jahren galt zudem der Nordic Cup als wichtiges Turnier für U-20-Nationalmannschaften, sozusagen als inoffizielle Europameisterschaft. Von 1990 bis 1997 fand das Turnier für U-20-, von 1998 bis 2006 für U-21- und ab 2007 für U-23-Nationalmannschaften statt. Schweden war in der Anfangszeit mit vier Titelgewinnen (1990, 1991, 1993, 1994) die erfolgreichste teilnehmende Mannschaft.

## Turnierbilanz

### Weltmeisterschaft
| Jahr   | Gastgeber       | Platzierung        |
| ------ | --------------- | ------------------ |
| 2002   | Kanada          | nicht qualifiziert |
| 2004   | Thailand        | nicht qualifiziert |
| 2006   | Russland        | nicht qualifiziert |
| 2008   | Chile           | nicht qualifiziert |
| 2010   | Deutschland     | Viertelfinale      |
| 2012   | Japan           | nicht qualifiziert |
| 2014   | Kanada          | nicht qualifiziert |
| 2016   | Papua-Neuguinea | Gruppenphase       |
| 2018   | Frankreich      | nicht qualifiziert |
| 2020 1 | Costa Rica 1    | – 1                |
| 2022   | Costa Rica      | nicht qualifiziert |

### Europameisterschaft
| Jahr   | Gastgeber      | Platzierung        |
| ------ | -------------- | ------------------ |
| 1998   | mehrere        | Halbfinale         |
| 1999   | Schweden       | Europameister      |
| 2000   | Frankreich     | 3. Platz           |
| 2001   | Norwegen       | nicht qualifiziert |
| 2002   | Schweden       | Gruppenphase       |
| 2003   | Deutschland    | Halbfinale         |
| 2004   | Finnland       | nicht qualifiziert |
| 2005   | Ungarn         | nicht qualifiziert |
| 2006   | Schweiz        | Gruppenphase       |
| 2007   | Island         | nicht qualifiziert |
| 2008   | Frankreich     | Halbfinale         |
| 2009   | Belarus        | Vize-Europameister |
| 2010   | Nordmazedonien | nicht qualifiziert |
| 2011   | Italien        | nicht qualifiziert |
| 2012   | Türkei         | Europameister      |
| 2013   | Wales          | Gruppenphase       |
| 2014   | Norwegen       | Gruppenphase       |
| 2015   | Israel         | Europameister      |
| 2016   | Slowakei       | nicht qualifiziert |
| 2017   | Nordirland     | nicht qualifiziert |
| 2018   | Schweiz        | nicht qualifiziert |
| 2019   | Schottland     | nicht qualifiziert |
| 2020 2 | Georgien 2     | – 2                |
| 2021 2 | Belarus 2      | – 2                |
| 2022   | Tschechien     | Halbfinale         |

### Nordic Cup
| Jahr | Gastgeber   | Platzierung |
| ---- | ----------- | ----------- |
| 1990 | Schweden    | Sieger      |
| 1991 | Niederlande | Sieger      |
| 1992 | Norwegen    | 3. Platz    |
| 1993 | Dänemark    | Sieger      |
| 1994 | Deutschland | Sieger      |
| 1995 | Finnland    | 3. Platz    |
| 1996 | Schweden    | 5. Platz    |
| 1997 | Dänemark    | 6. Platz    |
| 1998 | Niederlande | 4. Platz    |
| 1999 | Island      | 3. Platz    |
| 2000 | Deutschland | 5. Platz    |
| 2001 | Norwegen    | 2. Platz    |
| 2002 | Finnland    | 5. Platz    |
| 2003 | Dänemark    | 2. Platz    |
| 2004 | Island      | 2. Platz    |
| 2005 | Schweden    | 7. Platz    |
| 2006 | Norwegen    | 3. Platz    |
| 2007 | Finnland    | 6. Platz 3  |
| 2008 | Schweden    | 3. Platz 3  |
| 2009 | Norwegen    | Sieger 3    |